# أدوية تخسيس

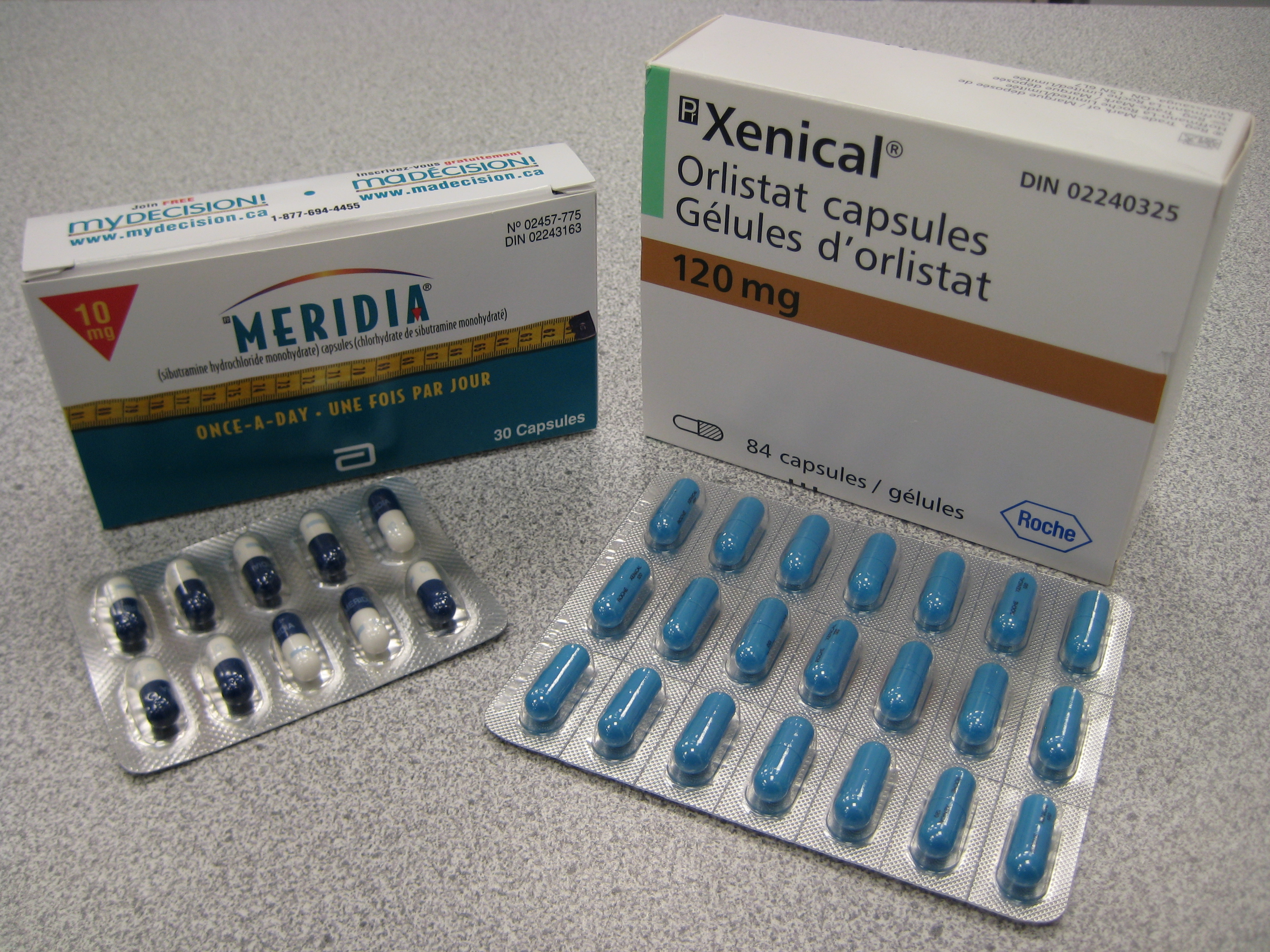
أورليستات (زينيكال) الدواء الأكثر استخداما لعلاج السمنة وسيبوترامين (ميريديا) الدواء الذي تم سحبه مؤخرا بسبب الآثار الجانبية القلبية الوعائية

أدوية تخسيس أو عقاقير خسارة الوزن كلها عوامل دوائية تقلل أو تتحكم في الوزن.
هذه العقاقير تغير واحدة من العمليات الأساسية لجسم الإنسان، وتنظيم الوزن، عن طريق تغيير إما الشهية، أو امتصاص السعرات الحرارية. طرائق العلاج الرئيسية لزيادة الوزن الذين يعانون من السمنة المفرطة تبقى اتباع نظام غذائي وممارسة الرياضة البدنية.
في الولايات المتحدة أورليستات (زينيكال) والمعتمد حاليا من قبل إدارة الاغذية والعقاقير للاستخدام على المدى الطويل. أنه يقلل من امتصاص الدهون في الأمعاء عن طريق تثبيط البنكرياس الليباز. ريمونابانت (أكومبليا)، وهو دواءا آخر، ويعمل عن طريق إحباط معين للنظام كانابينويد.وقد تم تطويره انطلاقا من المعلومات بأن مدمنى الحشيش غالبا ما يشعرون بالجوع، والذي غالبا ما يشار إليه باسم «المأكولات الخفيفة». وقد أقر في أوروبا لعلاج السمنة لكنه لم يتلق موافقة في الولايات المتحدة أو كندا بسبب مخاوف تتعلق بالسلامة. في وكالة الأدوية الأوروبية في أكتوبر 2008 أوصى بتعليق بيع ريمونابانت كما يبدو أن المخاطر تكون أكبر من الفوائد. سيبوترامين (ميريديا)، الذي يعمل في الدماغ لإحباط تعطيل الناقلات العصبية مما يقلل الشهية، تم سحبه من الولايات المتحدة والأسواق الكندية في أكتوبر 2010 بسبب المخاوف حول القلب والأوعية الدموية.
بسبب إمكانية مخاطر الآثار الجانبية، فمن المستحسن أن العقاقير المضادة للسمنة يتم تداولها فقط بوصفة طبية المنصوص عليها عن السمنة حيث من المؤمل أن فوائد العلاج تفوق مخاطره.

## آليات العمل
قد تعمل العقاقير المضادة للبدانة الحالية والمحتملة من خلال واحد أو أكثر من الآليات التالية:
- قمع الشهية - الكاتيكولامينات ومشتقاتها (مثل فنترمين وغيرها من العقاقير القائمة) على أمفيتامين - هي الأدوات الرئيسية المستخدمة لهذا الأمر، على الرغم من فئات أخرى من الأدوية مثل مضادات للاكتئاب ومثبتات المزاج استخدمت الروايات المتناقلة عن قمع الشهية (انظر: بوبروبيون وتوبيراميت). عقاقير منع مستقبلات الكانابينويد قد تكون إستراتيجية مستقبلية لقمع الشهية.[10]
- الزيادة في الأيض في الجسم.
- التدخل مع قدرة الجسم على امتصاص العناصر الغذائية المحددة في المواد الغذائية. على سبيل المثال، أورليستات (المعروف أيضا باسم زينيكال والمعلى) يحبط تكسير الدهون وبالتالي يمنع امتصاصها. مكملات الألياف OTC glucomannan وصمغ الغوار (الجاكوار) وقد استخدمت لغرض تثبيط عملية الهضم وتقليل امتصاص السعرات الحرارية

أدوية الإقلال من امتصاص الدهون كدواء زينيكال Xenical (orlistat) الذي يقلل من امتصاص الدهون في الأمعاء بنسبة 30%. وطرد هذه الدهون مع البراز. دواء زينيكال وميريديا لهما تأثير معتدل على إنقاص الوزن بمعدل 2 إلى 10 كيلوجرام سنويا. ومن الأعراض الجانبية لدواء زينيكال إخراج الغازات والشعور بالحاجة السريعة لدخول الحمام وإخراج براز زيتي القوام مع زيادة حركة الأمعاء. وهذه الأعراض مؤقتة لكنها تصبح سيئة مع تناول أطعمة غنية بالدهون. ومن الأعراض أيضا تقليل امتصاص بعض الحيمينات. لهذا ينصح بتناول حيمينات متعددة قبل أو بعد تناول الزينيكال بساعتين. وعند تناوله قد يشعر الشخص بآلام أو رعشة أو عدم انتظام ضربات القلب أو آلام في العادة الشهرية أو تورم في الجسم أو القدم أو الكاحل، وفي هذه الحالة يجب استشارة الطبيب.أما دواء ميريديا Meridia فلا يصلح لمن لديه ارتفاع في ضغط الدم أو اضطراب في دقات القلب أو من تعرض لأزمة قلبية.

## أعشاب التخسيس
هناك عدة قواعد تتبع عند تناول الأعشاب كعلاج. ولا تؤخذ أي أعشاب مع أدوية الأمراض المزمنة. وفي التالي مجموعة من الأعشاب الشائعة للتخسيس:
- كيتوزان (بالإنجليزية: Chitosan)‏: نوع من الطعام لإقلال الوزن يتكون من نشا الكيتين الموجود في قشر الجمبري والأصداف والسرطانات البحرية والكابوريا. وهذه المادة لاتهضم في الجهاز الهضمي ولا تمتص به. والطبيعة الكيماوية لهذه المادة الإقلال من امتصاص الدهون بالأمعاء، لأنها تتحد مع هذه الدهون وتخرجها مع الفضلات.
- صبر (صبار) (بالإنجليزية: Aloe)‏: عتد تناول الصبار بالفم كشربة يحدث إسهالا شديدا وتقلصات شديدة بالبطن. ويفقد الجسم الماء والمعادن مما يحدث الجفاف الشديد بالجسم. كما يمكن أن يتفاعل مع بعض الأدوية كالديجوكسين، وعلميا لم تثبت فاعلية الصبار في التخسيس.
- كاسكارا (قشر مقدس) (بالإنجليزية: Cascara)‏: لحاء شائع الاستعمال في التخسيس. وهو ملين قوي، وفي حالة سوء استعماله يحدث خللا في المعادن بالجسم. ولا تتناوله الحامل أوالمرضع. ويتعارض استعماله مع المرضى الذين يتناولون الديجوكسين لعلاج هبوط القلب أوالذين يتناولون مدرات البول لعلاج ارتفاع ضغط الدم.
- سنامكي: (بالإنجليزية: Senna)‏ أوراق وثمار (قرون) بها مواد (بالإنجليزية: sennosides)‏ تستعمل أساسا كملين لعلاج الإمساك وفي حالة البواسير. والعطارون في مصر يستعملونها للتخسيس لأنها تمتص الماء من الجسم مع البراز وتوقف امتصاصه من البراز وتسبب الإسهال. وتهيج جدار الأمعاء الغليظة وتجعل عضلتها تتقلص بشدة. فتحرك البراز ليتخلص منه الشخص بعد 10 ساعات. ولأن السنا تسبب المغص والتقلصات المعوية يضاف عليها مواد عطرية لجعل عضلات جدارالأمعاء تسترخي. والسنامكي طعمها غير مقبول لهذا يستعمل معها مواد عطرية كالنعناع أو الزنجبيل أو الحبهان أو الشمر. والسنا لاتستعمل لفترات طويلة حتى لا يتعود عليها الشخص.
- جلوكومانان (بالإنجليزية: Glucomannan)‏: مسحوق جذور نبات Amorphophallus Konjac. ويعمل علي تأخير امتصاص الجلوكوز من الأمعاء، مما يجعله يقلل الوزن. كما أن المسحوق ينتفخ بالسوائل في المعدة مما يشعر الشخص بالشبع.
- صمغ جوار (بالإنجليزية: Guar Gum)‏: يطلق عليه دقيق جوار، (بالإنجليزية: guar flour)‏ أو صمغ جاكوار (بالإنجليزية: jaguar gum)‏. وهو عبارة عن مسحوق ألياف من فول الجوار. وهو يقلل الشهية بالانتفاخ من السوائل في المعدة. فيشعر الشخص بالشبع.
- الغرسنية الكمبودية (بالإنجليزية: Garcinia cambodia)‏ وهي تعتبر فاكهة لحرق الدهون وتسهيل النزول في الوزن وذلك عن طريق تثبيط الإنزيمات المسؤولة عن إنتاج الدهون في الخلية

## روابط مفيدة
- أوهام ومخاطر أدوية التخسيس
- مدونة تخسيس